# Kerkhof van Gijzenzele
Het Kerkhof van Gijzenzele is een gemeentelijke begraafplaats in het Belgische dorp Gijzenzele, een deelgemeente van Oosterzele in de provincie Oost-Vlaanderen. De begraafplaats ligt in het dorpscentrum rond de Sint-Bavokerk. Voor de kerk staat een gedenkteken voor de slachtoffers uit beide wereldoorlogen.

## Brits oorlogsgraf
Op het kerkhof ligt het graf van luitenant James Reid. Hij was een Amerikaan van Ierse afkomst die als piloot bij de Britse Royal Air Force dienstdeed. Hij sneuvelde op 4 november 1918 en werd vereerd met het Croix de guerre (Frankrijk). Zijn graf wordt onderhouden door de Commonwealth War Graves Commission en is daar geregistreerd onder Gijzenzele Churchyard.

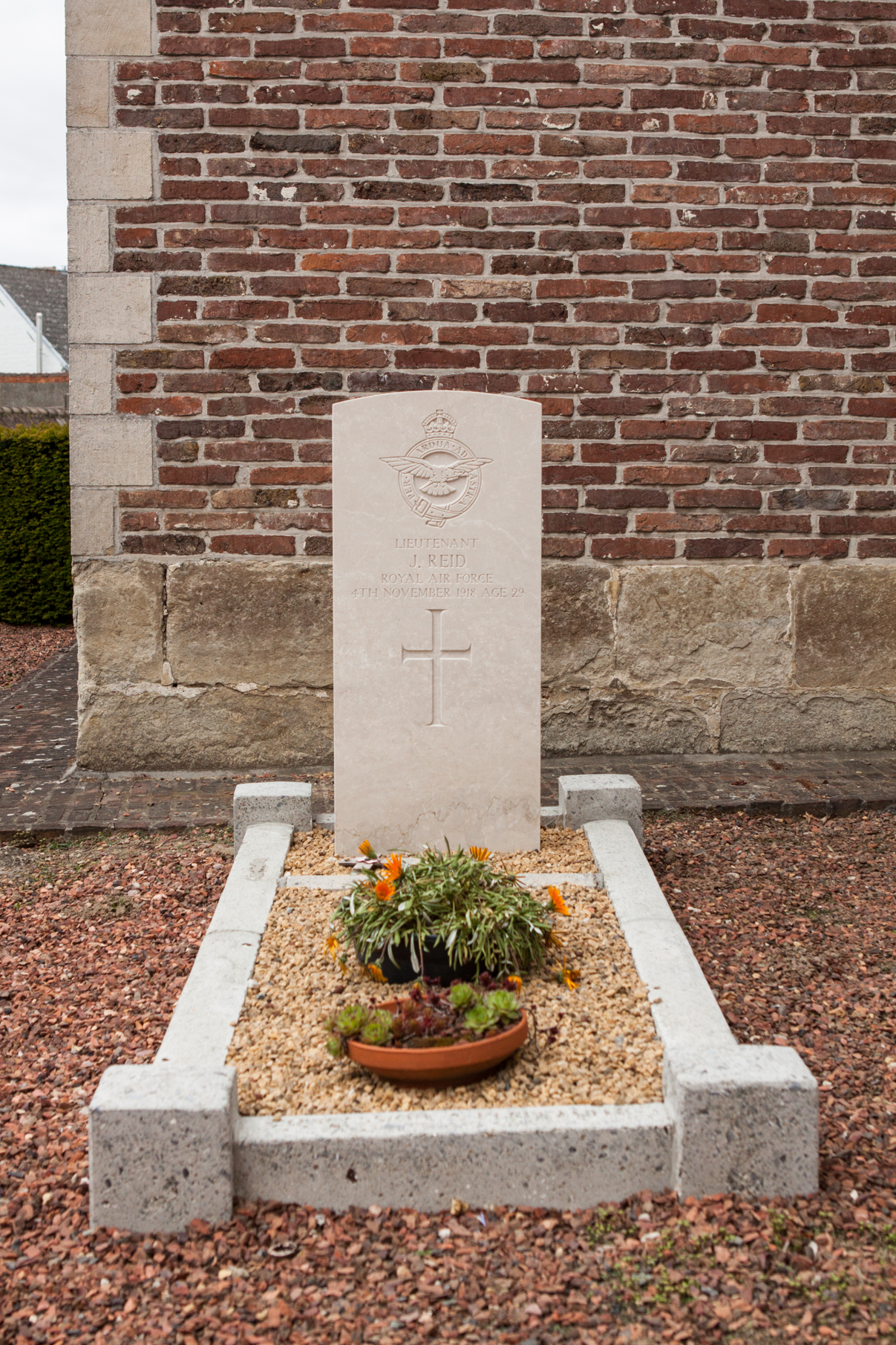
Graf van J. Reid